# Грабельников, Александр Анатольевич
Алекса́ндр Анато́льевич Грабе́льников (род. 1950, Чистяково, Сталинская область) — советский и российский журналист, филолог, историк, кандидат филологических наук, доктор исторических наук, преподаватель, профессор кафедры массовых коммуникаций филологического факультета РУДН.
Родился в 1950 году в городе Чистякове.
В 1968 году работал в газете «Горняк» в городе Торез Донецкой области.
В 1973 году окончил Факультет журналистики МГУ им. М. В. Ломоносова. 
С 1973 по 1975 год — корреспондент, заместитель ответственного секретаря редакции газеты «Вечерний Донецк». 
В 1978 году в МГУ защитил диссертацию на соискание ученой степени кандидата филологических наук на тему: «Принципы организации и особенности функционирования отдела газетной редакции».
С 1978 года — член Союза журналистов России.
С 1979 по 1981 год – старший корреспондент отдела градостроительства и архитектуры «Строительной газеты».
С 1981 года работает в Университете дружбы народов имени Патриса Лумумбы.
С 1981 по 1990 год – старший преподаватель кафедры печати, радиовещания и телевидения историко-филологического факультета УДН.
С 1990 по 1994  год – доцент кафедры печати, радиовещания и телевидения филологического факультета РУДН.
С 1994 года – профессор кафедры печати, радиовещания и телевидения филологического факультета РУДН.
С 1996 года – заместитель главного редактора журнала «Вестник РУДН. Серия «Литературоведение. Журналистика».
В 1997 году награжден медалью «В память 850-летия Москвы» за успехи в преподавательской и научной деятельности.
В 2001 году в РУДН защитил диссертацию на соискание ученой степени доктора исторических наук на тему: «Массовая информация в России: от первой газеты до информационного общества».
В 2001 году – присвоено ученое звание профессора кафедры массовых коммуникаций филологического факультета РУДН.
С 2001 по 2016 год – заведующий кафедрой журналистики и коммуникативистики на факультете журналистики и гуманитарных наук Университета Российской академии образования.
В 2003 году – член диссертационного совета при факультете журналистики Воронежского государственного университета  по направлению «Филологические науки» (специальность: «Журналистика»).
С 2015 года – заместитель председателя диссертационного совета РУДН по направлению «Филологические науки» (специальности: «Русская литература», «Журналистика»).
С 2017 года – член редколлегии научного журнала «История отечественных СМИ» (МГУ им. М. В. Ломоносова, факультет журналистики). 
С 2017 года – член Президиума Совета «Ассоциации исследователей деятельности информационных служб и средств массовой информации».
Работал в газетах: «Ветеран», журналах «Архитектура и строительство России», «Нефть и капитал».
Область научных интересов: история и теория журналистики, массовой коммуникации, организация массовых информационных процессов, информационного производства. Опубликовал более 180 научных работ и учебных пособий.
Преподаватель курсов для студентов бакалавриата по направлениям «Журналистика», «Реклама и связи с общественностью», «Телевидение»: «Работа журналиста в газете»; «История русской журналистики»; «Производственные процессы в СМИ»; «Теория и практика массовой информации»; «Печатное дело».
Преподаватель курсов для студентов магистратуры по направлению «Журналистика»: «Введение в организацию информационного производства».
Преподаватель курсов для студентов аспирантуры по направлению «Журналистика»: «Журналистика». 
Грабельников – композитор, автор лирических мелодий, детских песен,  музыки для кино.

## Научные труды
- Отдел редакции советской газеты : Лекции по курсу "Теория и практика сов. журналистики" / А. А. Грабельников. - Москва : Изд-во МГУ, 1981. - 50 с.; 21 см.
- Основы организации и техники производства журналистских текстов : Ввод. курс. Текст лекций / А. А. Грабельников. - Москва : УДН, 1983. - 49 с. : схем.; 21 см.
- Процесс выпуска номера газеты : текст лекций / А. А. Грабельников ; Министерство высшего и среднего специального образования СССР. - Москва : Изд-во Ун-та дружбы народов, 1985. - 51, [2] с. : ил., табл.; 21 см.
- Социально-психологический климат редакционного коллектива : Учеб. пособие / А. А. Грабельников; М-во высш. и сред. спец. образования СССР. - Москва : Изд-во Ун-та дружбы народов, 1986. - 47,[2] с.; 22 см.
- Системные характеристики редакционного коллектива : Учеб. пособие / А. А. Грабельников; М-во высш. и сред. спец. образования СССР. - Москва : Изд-во Ун-та дружбы народов, 1988. - 78,[2] с.; 21 см.; ISBN 5-209-00001-X : 15 к.
- Социалистический редакционный коллектив : Учеб. пособие / А. А. Грабельников; Гос. ком. СССР по нар. образованию. - Москва : Изд-во Ун-та дружбы народов, 1989. - 79,[2] с.; 21 см.
- Редакционный коллектив: прошлое, настоящее, будущее / А. А. Грабельников. - Москва : Изд-во Ун-та дружбы народов, 1990. - 170, [2] с.; 21 см.; ISBN 5-209-00298-5
- Общественное самоуправление и массовая коммуникация : Учеб. пособие / А. А. Грабельников. - Москва : Изд-во Рос. ун-та дружбы народов, 1992. - 64,[1] с.; 21 см.; ISBN 5-209-00582-8 : 2 р. 50 к.
- Работа редактора в газете : Теорет. курс авториз. излож. / Моск. экстер. гуманит. ун-т; [Грабельников А. А.]. - Москва : Акад. изд-во МЭГУ, [1994?]. - 180 с.; 20 см. - (Книга авторизованного изложения).
- История российской журналистики XVIII-XIX веков : Теорет. курс авториз. излож. / Моск. экстер. гуманитар. ун-т; [Грабельников А. А.]. - Москва : Акад. изд-во МЭГУ, 1995. - 172 с.; 20 см. - (Книга авторизованного изложения).
- Массовая информация в России: от первой газеты до информационного общества / А.А. Грабельников. - Москва : Изд-во Рос. ун-та дружбы народов, 2001. - 329, [1] с.; 21 см.; ISBN 5-209-01165-8
- Русская журналистика на рубеже тысячелетий : Итоги и перспективы : [монография] / А. А. Грабельников. - Москва : Изд-во РИП-холдинг, 2001. - 334 с.; 20 см. - (Практическая журналистика).; ISBN 5-900045-19-6 (в обл.)
- Вузовские и студенческие средства массовой информации: возможности, задачи, перспективы : Материалы II Межвуз. науч.-практ. конф. 16-17 апр. 2002 г. / [Под ред. А.А. Грабельникова]. - Москва : Изд-во Рос. ун-та дружбы народов, 2002-____. - 20 см.
- Журналисты XX века: люди и судьбы / [Редкол. : А. А. Грабельников и др.]. - Москва : Олма-Пресс, 2003 (ПФ Красный пролетарий). - 823, [1] с., [16] л. фот. : ил., портр.; 26 см.; ISBN 5-224-04074-4 (в пер.)
- История русской периодической печати (1703—2003).

1. Т. 1. - 2004. - 213 с.; ISBN 5-900045-56-0 (в обл.)
2. Т. 2. - 2004. - 268, [1] с.; ISBN 5-900045-57-9 (в обл.)

- Экранная коммуникация в современном информационном обществе [Электронный ресурс] / Березин В. М., Волкова И. И., Грабельников А. А. - Москва : Российский ун-т дружбы народов, 2008. - электрон. опт. диск (CD-ROM) : цв., портр.; 12 см. - (Приоритетные национальные проекты "Образование") (Инновационная образовательная программа / Российский ун-т дружбы народов).
- Организация информационного производства на телевидении [Электронный ресурс] / Грабельников А. А., Волкова И. И., Гегелова Н. С. - Москва : Российский ун-т дружбы народов, 2008. - электрон. опт. диск (CD-ROM) : цв.; 12 см. - (Приоритетные национальные проекты "Образование") (Инновационная образовательная программа / Российский ун-т дружбы народов).
- Средства массовой информации постсоветской России: пятнадцать лет спустя / А. А. Грабельников. - Москва : Российский ун-т дружбы народов, 2008. - 339, [1] с.; 22 см.; ISBN 978-5-209-02916-8
- Система средств массовой информации : библиографический справочник / А. А. Грабельников. - Москва : Российский ун-т дружбы народов, 2009. - 705, [1] с.; 21 см.; ISBN 978-5-209-03130-7
- Введение в организацию информационного производства : учебно-методический комплекс / А. А. Грабельников. - Москва : Российский ун-т дружбы народов, 2013. - 156 с.; 20 см.; ISBN 978-5-209-05022-3
- Типология современной российской прессы : [коллективная монография] / [А. А. Грабельников, А. А. Кажикин, В. В. Тулупов] ; под редакцией доктора филологических наук, профессора В. В. Тулупова. - Воронеж : Кварта, 2018. - 230 с. : табл.; 20 см. - (Научная серия "Системы и коммуникации").; ISBN 978-5-89609-536-1 : 100 экз.
- Типология прессы: история, теория, практика : монография / А. А. Грабельников, А. А. Золотухин, А. А. Кажикин [и др.] ; под редакцией доктора филологических наук, профессора В. В. Тулупова ; Министерство науки и высшего образования РФ, Федеральное государственное бюджетное образовательное учреждение высшего образования "Воронежский государственный университет". - Воронеж : Издательский дом ВГУ, 2019. - 202 с.; 25 см.; ISBN 978-5-9273-2896-3 : 200 экз.
- Русская журналистика. История и современность : публикации разных лет : [сборник научных трудов] / А. А. Грабельников. - Москва : Российский ун-т дружбы народов, 2019. - 546, [1] с.; 20 см.; ISBN 978-5-209-08566-9 : 500 экз.
- Российское телевидение: годы реформ : учебное пособие / Н. С. Гегелова, А. А. Грабельников. - Москва : Российский ун-т дружбы народов, 2022. - 225, [1] с. : табл.; 20 см.; ISBN 978-5-209-10492-6 : 300 экз.
- Русская газета, цифровая среда и аудитория : монография / А. А. Грабельников, Т. С. Родионова. - Москва : Российский ун-т дружбы народов, 2022. - 348, [1] с.; 22 см.; ISBN 978-5-209-10996-9 : 500 экз.

- Реставрация Успенско-Горицкого монастыря / А. А. Грабельников // Архитектура и строительство России. — 1997. — № 6. — С. 12—14.
- Проблемы модернизации журналистского образования в российских вузах / Барабаш В. В., Грабельников А. А., Гегелова Н. С., Осиповская Е. А., Реброва А. Д. // Российское телевидение : годы реформ. Российский университет дружбы народов (РУДН). 2022. С. 197-209
- Отражение Русско-турецкой войны 1877-1878 гг. на страницах "Иркутских епархиальных ведомостей" / Барабаш В. В., Грабельников А. А., Савастенко Р. А., Лаврентьева М.Ю. // Bylye Gody. Sochi State University for Tourism and Recreation. 2022. С. 1843-1849
- Практико-ориентированная подготовка журналистских кадров в высших учебных заведениях Росcии. / Грабельников А. А., Гегелова Н. С., Осиповская Е. А., Барабаш В. В. // Российское телевидение : годы реформ. Российский университет дружбы народов (РУДН). 2022. С. 186-196